# قائمة آثار محافظة عجلون

محافظة عجلون.

تتناول هذه القائمة المواقع الأثرية المسجَّلة رسمياً لدى دائرة الآثار العامة التابعة لوزارة السياحة والآثار في محافظة عجلون شمال الأردن.

## القائمة
| الرقم | الاسم                                 | الوصف          | الموقع | الإحداثيات | الصورة                      |
| ----- | ------------------------------------- | -------------- | ------ | ---------- | --------------------------- |
| AJ-01 | قلعة عجلون (قلعة الرَّبض أو صلاح الدين) | العصر الأيوبي  |        |            | العصر الأيوبي · Upload file |
| AJ-02 | البدية                                | العصر الأيوبي  |        |            | صورة                        |
| AJ-03 | تل ما إلياس                           | العصر البيزنطي |        |            | صورة                        |